# Joseph Hewes

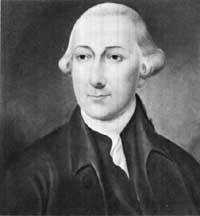
John Hewes

Joseph Hewes (* 23. Januar 1730 in Princeton, Province of New Jersey; † 10. November 1779 in Philadelphia, Pennsylvania) war ein britisch-amerikanischer Geschäftsmann und Politiker. Er unterzeichnete für North Carolina die Unabhängigkeitserklärung der Vereinigten Staaten und ist damit einer der amerikanischen Gründerväter.

## Leben
Hewes Eltern waren Quäker. Er studierte an der Princeton University und wurde nach dem College Lehrling bei einem Händler. Nach seiner Lehrzeit machte er sich einen guten Namen, was dazu führte, dass er einer der bekanntesten Unterzeichner der Unabhängigkeitserklärung wurde. Nach ein paar Jahren als Händler wurde er sehr reich. Hewes zog im Alter von 30 Jahren nach North Carolina und gewann das Volk dieses Staates mit seinen Charme und seinem ehrenvollen Geschäftsgebaren. Hewes wurde 1763 in die gesetzgebende Versammlung von North Carolina gewählt, nur drei Jahre nachdem er in den Staat gezogen war. Nach den Delegierten aus Massachusetts war Hewes ein Pionier der Unabhängigkeit, der seinen Staat so beeinflusste, dass dieser in den Jahren vor der Amerikanischen Unabhängigkeitsbewegung sehr rebellisch war. Nachdem er viele Mal in die gesetzgebende Versammlung wiedergewählt worden war, konzentrierte sich Hewes auf eine neue und wichtigere Arbeit als Kongressabgeordneter.

## Amerikanische Unabhängigkeit
1773 war die Mehrheit in North Carolina für die Unabhängigkeit. Es wählte Hewes 1774 zu seinem Vertreter im Ersten Kontinentalkongress. Das Volk von North Carolina hielt ihn für seinen besten Vertreter wegen seiner Aktivitäten für die Unabhängigkeit, die die Menschen der anderen Kolonien ebenfalls anstrebten. Obwohl die Bewohner der Kolonien die Unabhängigkeit wollten, war es für Hewes im Kontinentalkongress sehr schwer, seine Meinung zu vertreten, ohne ausgelacht oder beschimpft zu werden. Selbst in dem Jahr, in der der Amerikanische Unabhängigkeitskrieg ausbrach glaubten mehr als zwei Drittel der Kongressdelegierten, dass die Bindung zwischen dem britischen König Georg III. und den Kolonien Bestand haben könnten. Hewes hatte nur selten Gelegenheit, im Kongress zu sprechen, weil üblicherweise von denen unterbrochen wurde, die nicht mit ihm einverstanden waren. Trotzdem war er aktiv in vielen Komitees tätig, von denen die meisten die Unabhängigkeit favorisierten. Eine der Ideen, die Hewes in diese Komitees hinein trug, war folgendes Statement: „Man halte die Rechte der Kolonien im Allgemeinen fest, die verschiedenen Fälle, bei denen diese Rechte verletzt oder gegen die verstoßen wird und die besten Wege, um sie wiederherzustellen.“
Traditionell sind Quäker Pazifisten. Ironischerweise war Hewes nicht nur einer der wenigen, die einen Krieg gegen das Königreich Großbritannien favorisierten, er war auch einer der wenigen Quäker im Kongress. Die Quäker waren nicht nur gegen den Krieg, sondern auch gegen die Komitees, die sich für den Krieg einsetzten. Hewes musste seine Verbindungen zu den Quäkern wegen der gegensätzlichen Ansichten abbrechen, der einzigen Familie, die er je gekannt hatte.

## Politik
Anfang 1776 wurde Hewes zum ersten Marineminister ernannt. John Adams sagte oft, dass Hewes „die Grundlagen und Eckpfeiler für die Amerikanische Marine gelegt“ habe. Neben General George Washington wurde Hewes einer der Großen in der amerikanischen Militärgeschichte. Er war außerdem am Geheimkomitee beteiligt, das die Unabhängigkeit der Kolonien förderte. Hewes war einer der Hauptgründe, warum North Carolina die Unabhängigkeit vor allen anderen Kolonien forderte. Ohne ihn wäre die Unabhängigkeitserklärung nie unterzeichnet worden.
Nachdem Hewes die Unabhängigkeitserklärung unterzeichnet hatte, zog er sich wegen seiner nachlassenden Gesundheit in sein Zuhause in New Jersey zurück. Ungeachtet seiner gesundheitlichen Probleme, ließ er sich für einer Wiederwahl in den Kongress aufstellen, verlor jedoch. 1779 diente er seine letzten Monate als Kongressabgeordneter. Er starb am 10. November dieses Jahres, noch bevor er 50 geworden war. Alle Kongressabgeordneten kamen zu seiner Beerdigung am folgenden Tag und betrauerten den großen Verlust, den das Land erlitten hatte. Hewes führte ein Tagebuch während seiner letzten Lebensjahre. Bevor er starb, schrieb er, dass er ein trauriger und einsamer Mann gewesen sein, der nie ein Junggeselle sein wollte. Das Mädchen, das er geliebt hatte, starb vor ihrer Hochzeit und er hatte niemals geheiratet und hatte keine Kinder, denen er sein Geld und seine Besitzungen hinterlassen konnte.
Obgleich Hewes nicht die Möglichkeit hatte, die volle Anerkennung der ehemaligen Kolonien als die Vereinigten Staaten zu erleben, wird er als so etwas wie ein Moses dieser Zeit angesehen, in der er die Nation in die Unabhängigkeit führte, jedoch nie den Tag sah, an dem das Land frei war. Nur wenige halten Hewes für eine wichtige Figur bei der Entstehung der Nation oder bringen ihn mit seinen vielen Leistungen in Verbindung. Hewes war jedoch zweifellos einer der wichtigsten Personen dieser Zeit und ein wahrer Unabhängigkeitskämpfer.